# Lagarde (Mosela)
Lagarde es una comuna francesa situada en el departamento de Mosela, en la región de Gran Este.

## Referencias

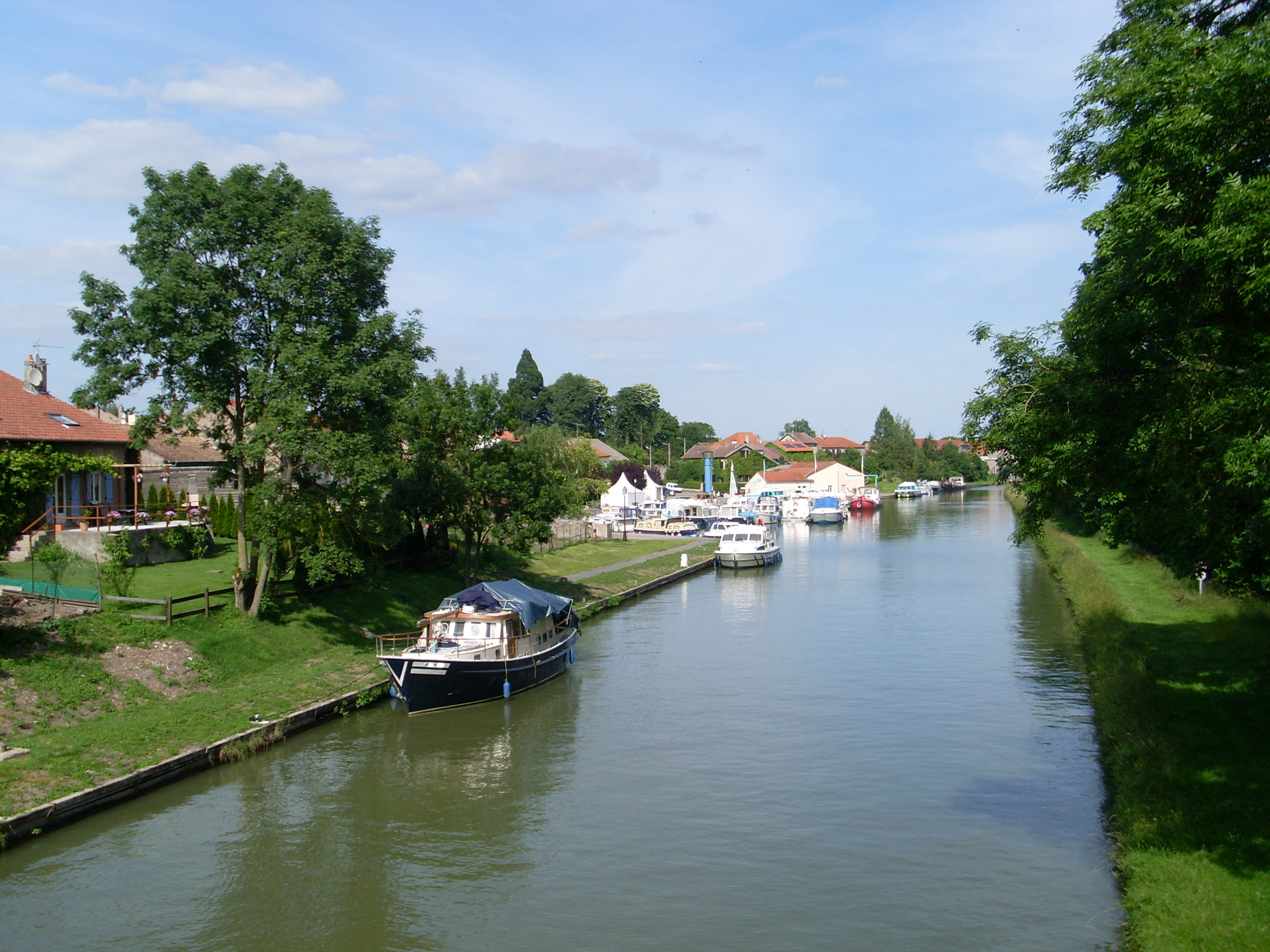
Puerto fluvial de Lagarde

## Demografía
| 293 | 297 | 247 | 232 | 229 | 199 | 186 |
| Para los censos de 1962 a 1999 la población legal corresponde a la población sin duplicidades (Fuente: INSEE [Consultar]) |     |     |     |     |     |     |